# Eden (album Subsonica)
Eden è il sesto album in studio del gruppo musicale italiano Subsonica, pubblicato l'8 marzo 2011 dalla EMI.
Il 22 novembre è uscita la versione repackaging dell'album, comprendente al suo interno una cover di Up Patriots to Arms di Franco Battiato (alla cui registrazione ha collaborato) e La scoperta dell'alba, scritta per l'omonimo film di Susanna Nicchiarelli.

## Tracce
Testi di Max e Samuel, musiche dei Subsonica.

### Edizione standard
1. Eden – 4:21
2. Serpente – 4:43
3. Il diluvio – 4:13
4. Prodotto interno lurido – 3:20
5. Benzina ogoshi – 3:44
6. Sul sole – 2:56
7. Quando – 3:38
8. Istrice – 4:14
9. Tra gli dei – 3:10
10. La funzione (feat. Righeira) – 3:30
11. L'angelo – 13:30 – contiene la traccia fantasma Scemo di guerra

Tracce bonus nell'edizione di iTunes
1. L'angelo – 2:40
2. Tra gli dei (Funk Alternative Version) – 3:10
3. L'angelo (Boosta Demo) – 2:43
4. Eden (Pastaboys Remix) – 7:16
5. Eden (Alessio Mereu Remix) – 7:29
6. Eden (Los Updates Remix) – 6:16
7. Eden (DJ W!LD Remix) – 11:40
8. Eden (Phil Weeks - Chris Carrier Remix) – 6:53
9. Eden (J.M. Aboga - Danny Fiddo Remix) – 7:21
10. Eden (Krakatoa Freestyle Remix) – 4:35

Contenuto bonus nell'edizione deluxe
- CD 1

1. L'angelo – 2:40
2. Subvolley (Inno dei mondiali di pallavolo 2010) – 2:13

- CD 2

1. Tra gli dei (Funk Alternative Version) – 3:10
2. L'angelo (Boosta Demo) – 2:43
3. Eden (Pastaboys Remix) – 7:16
4. Eden (Alessio Mereu Remix) – 7:29
5. Eden (Los Updates Remix) – 6:16
6. Eden (DJ W!LD Remix) – 11:40
7. Eden (Phil Weeks - Chris Carrier Remix) – 6:53
8. Eden (J.M. Aboga - Danny Fiddo Remix) – 7:21
9. Eden (Krakatoa Freestyle Remix) – 4:35

### Repackaging
1. Eden – 4:21
2. Serpente – 4:43
3. Il diluvio – 4:13
4. Prodotto interno lurido – 3:20
5. Benzina ogoshi – 3:44
6. Sul sole – 2:56
7. Quando – 3:38
8. Istrice – 4:14
9. Tra gli dei – 3:10
10. La funzione (feat. Righeira) – 3:30
11. Up Patriots to Arms (feat. Franco Battiato) – 4:11
12. La scoperta dell'alba – 4:15
13. L'angelo – 2:40

## Formazione
Hanno partecipato alle registrazioni, secondo le note di copertina:
- Samuel – voce
- Boosta – tastiera, programmazione
- Max – chitarra
- Ninja – batteria, programmazione
- Vicio – basso

Altri musicisti
- Righeira – voce (traccia 10)

Produzione
- Subsonica – produzione artistica, missaggio
- Max Casacci – registrazione
- Gianni Condina – registrazione
- Samuel – registrazione voce
- Celeste Frigo – missaggio
- Antonio "Cooper" Cupertini – assistenza al missaggio
- Mike Marsh – mastering
- Luca Ragagnin – supervisione testi
- Paola Cuniberti – produzione esecutiva
- Fabio Gurian – supervisione strumenti ad arco (traccia 8)
- Rockin' Rudy – gtr cik! (traccia 8)

## Classifiche

### Classifiche settimanali
| Classifica (2011) | Posizione massima |
| ----------------- | ----------------- |
| Italia            | 2                 |

### Classifiche di fine anno
| Classifica (2011) | Posizione |
| ----------------- | --------- |
| Italia            | 23        |